# Solosolo
Solosolo – miejscowość w Samoa, na wyspie Upolu. Według danych szacunkowych z 2016 roku liczy 1 851 mieszkańców.